# Пахтаабадский район (Таджикистан)
Пахтаабадский район — административно-территориальная единица в составе Таджикской ССР и Сталинабадской области, существовавшая в 1936—1951 годах. Площадь района по данным 1947 года составляла 0,3 тыс. км². Население по данным 1939 года составляло 15 630 чел., в том числе узбеки — 79,1 %, таджики — 7,5 %, русские — 5,1 %, цыгане — 9,3 %, татары — 1,6 %, украинцы — 1,0 %.
Пахтаабадский район был образован в составе Таджикской ССР в 1936 году из частей Регарского и Шахринауского районов.
27 октября 1939 года Пахтаабадский район вошёл в состав Сталинабадской области.
13 сентября 1948 года в Пахтаабадском районе был упразднён Чинарский кишлачный совет.
В 1951 году Пахтаабадский район был упразднён.